# Udo Thomer
Udo Thomer (3 de octubre de 1945 - 12 de enero de 2006) fue un actor de nacionalidad alemana.

## Biografía
Nacido en Ratisbona, Alemania, tras estudiar interpretación en la Escuela Otto Falckenberg de Múnich, Thomer actuó en el Staatstheater de Oldemburgo, en el Niedersächsisches Staatstheater de Hannover, en el Teatro Thalia de Hamburgo, en Stuttgart y en Múnich. Además, Udo Thomer participó también en el Festival de Salzburgo, en el Luisenburg-Festspiele de Wunsiedel y en el Burgfestspiel de Mayen.
Desde finales de los años 1970, trabajó en conocidas producciones televisivas como Der Millionenbauer (con Walter Sedlmayr), Die Buddenbrooks, Irgendwie und Sowieso, Löwengrube y Forsthaus Falkenau. Sin embargo, se hizo famoso en todo el país como el policía Anton Pfeiffer en más de 30 episodios de la serie Der Bulle von Tölz, en la cual actuaba junto a Ottfried Fischer y Katerina Jacob. También actuó en algunos largometrajes, como fue el caso de las producciones dirigidas por Loriot Ödipussi y Pappa ante portas.
Thomer también actuó en solitario, con un programa homenaje a los textos de Karl Valentin, Sinniges und Unsinniges, o con lecturas, en las cuales en ocasiones le acompañaba musicalmente su hijo David con la guitarra clásica.
Thomer vivió en sus últimos años en Múnich. El 2 de enero de 2006 sufrió una caída en las escaleras de un restaurante de su ciudad, lesionándose gravemente en la cabeza. Ingresó en el Hospital Rechts der Isar, donde falleció diez días después. El 18 de enero fue enterrado en el Cementerio Neuer Südfriedhof de Múnich.

## Filmografía
- 1975 : Der Wittiber (telefilm)
- 1977–1996 : Derrick (serie de televisión), nueve episodios
- 1977–2003 : Der Alte, (serie de televisión), ocho episodios
- 1977–1986 : Polizeiinspektion 1 (serie de televisión), once episodios
- 1979 : Die Buddenbrooks (serie de televisión)
- 1980 : Tatort (serie de televisión), episodio Der gelbe Unterrock
- 1980 : Tatort (serie de televisión), episodio Mit nackten Füßen
- 1981 : Tatort (serie de televisión), episodio Das Zittern der Tenöre
- 1981 : Steckbriefe (serie de televisión), seis episodios
- 1982 : Randale
- 1982–1990 : Schwarz Rot Gold (serie de televisión), cinco episodios
- 1983 : Der Glockenkrieg (telefilm)
- 1983 : Auf Achse (serie de televisión), dos episodios
- 1983–1986 : Weißblaue Wintergeschichten (serie de televisión), cinco episodios
- 1984 : Vor dem Sturm
- 1985 : Oliver Maass
- 1985 : Der Fehler des Piloten (telefilm)
- 1985 : Die Schwarzwaldklinik (serie de televisión), un episodio
- 1986 : Die Wächter (miniserie TV)
- 1986 : Schafkopfrennen (miniserie TV), cinco episodios
- 1986 : Irgendwie und Sowieso (serie de televisión), cuatro episodios
- 1987–1988 : Waldhaus (serie de televisión), 18 episodios
- 1988 : Der Schwammerlkönig (serie TV)
- 1988 : Ödipussi
- 1989 : Karambolage (telefilm)
- 1990 : Das schreckliche Mädchen
- 1990 : Forsthaus Falkenau (serie de televisión), dos episodios
- 1991 y 1993 : Ein Schloß am Wörthersee (serie de televisión), dos episodios
- 1991 : Tatort (serie de televisión), episodio Animals
- 1991 : Pappa ante portas
- 1992 : Der Bergdoktor (serie de televisión), un episodio
- 1993 : Familie Heinz Becker (serie de televisión), un episodio
- 1993 : Der Komödienstadel: Die Kartenlegerin (telefilm)
- 1994 : Ein Bayer auf Rügen (serie de televisión), 36 episodios
- 1995 : Kriminaltango (serie de televisión)
- 1995 : Helden haben´s schwer (telefilm)
- 1996 : Solange es die Liebe gibt (serie de televisión)
- 1996 : Café Meineid (serie de televisión), un episodio
- 1996 : Es geschah am hellichten Tag (telefilm)
- 1996–2005 : Der Bulle von Tölz (serie de televisión), 32 episodios
- 1997 : Der König von St. Pauli (serie de televisión)
- 1997 : Dr. Stefan Frank – Der Arzt, dem die Frauen vertrauen (serie de televisión)
- 1998–2001 : Tierarzt Dr. Engel (serie de televisión), once episodios
- 1998 : Menschenjagd (telefilm)
- 1998–2004 : Siska (serie de televisión), tres episodios
- 2000 : Polizeiruf 110 (serie de televisión), episodio Verzeih mir
- 2001 : Edel & Starck (serie de televisión), un episodio
- 2001–2004 : Der Landarzt (serie de televisión), siete episodios
- 2002 : Das Traumschiff (serie de televisión), episodio hailand
- 2005 : Die Geierwally (telefilm)
- 2005 : Die Rosenheim-Cops (serie de televisión), episodio Bettgeflüster
- 2006 : Kommissarin Lucas (serie de televisión), episodio Skizze einer Toten